# Ernest Shepard
Ernest Howard Shepard (* 10. Dezember 1879 im Stadtbezirk City of Westminster in London; † 24. März 1976 in Midhurst, West Sussex) war ein englischer Illustrator (Pu der Bär, Der Wind in den Weiden).

## Leben
Ernest Howard Shepard wurde in St John’s Wood, einem Stadtteil des Londoner Stadtbezirks City of Westminster, als Sohn des Architekten Henry Dunkin Shepard und seiner Frau Jessie Harriet Lee Shepard geboren. Er hatte eine ältere Schwester (Ethel, * 1876) und einen älteren Bruder (Cyril, * 1877). Sein Großvater mütterlicherseits war der Aquarellist William Lee (1809–1865). Die Eltern ermutigten ihren zweiten Sohn schon als Kleinkind zu künstlerischer Betätigung. Er besuchte zunächst die St. John’s Wood Preparatory School und die Church of England School in der Baker Street. Als Ernest elf Jahre alt war, starb überraschend seine Mutter. Henry Shepard sandte seine Kinder für einige Jahre nach Bloomsbury zu seinen unverheirateten vier Schwestern. Mit 14 Jahren besuchte Ernest die St. Paul’s School in Hammersmith, eine der ältesten Privatschulen Englands, sowie die Kunstschule Heatherly School of Fine Arts in Mayfair. Von 1897 bis 1902 studierte er an der Royal Academy of Arts. 1898 erhielt er das Stipendium Landseer Scholarship und 1900 gewann er den British Institution Prize. 1901 stellte er sein erstes Gemälde in der Royal Academy aus.
Nach zahlreichen Versuchen wurden seine ersten beiden Zeichnungen 1907 von der Satirezeitschrift Punch angenommen, für die er dann regelmäßig arbeitete. Shepard bewunderte die Karikaturisten Arthur Boyd Houghton (1836–1875), Sir John Tenniel (1820–1914) und vor allem Charles Samuel Keene (1823–1891). Etwa zur selben Zeit erhielt er vom schottisch-amerikanischen Verlag Thomas Nelson Aufträge, um für eine Serie mit klassischer Jugendliteratur, zu der u. a. Tom Browns Schooldays von Thomas Hughes (1822–1896) und David Copperfield von Charles Dickens (1812–1870) gehörten, farbige Buchumschläge und schwarz-weiße Abbildungen zu gestalten. Er illustrierte auch Kinderbücher anderer Verlage, wie etwa 1915 für T. Nelson & Sons sowohl The Chartered Company: a tale of Cailsthorpe College von Charles Harold Avery (1867–1943) als auch The Little Rajah von Lucy Pauline Wright (ca. 1847–1913). Der Erste Weltkrieg war bereits ausgebrochen.
Am 14. Dezember 1915 erhielt Shepard sein Patent als Artillerieoffizier für die 105th Seige Battery und wurde nach Frankreich, Belgien und Italien abkommandiert. Sein Bruder Cyril fiel in der Schlacht an der Somme 1916. 1917 wurde er in den Rang eines Captains und kurz vor seiner Rückkehr 1919 zum Major befördert. Shepard wurde mit dem Military Cross für verdienstvollen Kampfeinsatz ausgezeichnet. Während seines Kriegsdienstes hatte er weiterhin als Cartoonist gearbeitet und seine Zeichnungen per Feldpost in die Heimat geschickt. Im Juni 1921 wurde ihm eine feste Stelle in der Redaktion des Punch angeboten.
1924 suchte A. A. Milne einen Zeichner für eine illustrierte Neuauflage seiner Kinderverse When We Were Very Young im Verlag Methuen & Co., London. Er fragte den Schriftsteller und Punch-Autor Edward Verrall Lucas (1868–1938) um Rat. Lucas empfahl ihm Ernest Shepard, doch Milne hatte zunächst Bedenken. Shepards Zeichenstil erschien ihm ungeeignet. Trotzdem versuchte er es mit dem Berufskarikaturisten. Das Buch wurde dank der Abbildungen ein unerwarteter Erfolg. Daher bat ihn Milne um die Illustration der Abenteuer von Winnie-the-Pooh, des Bären von sehr geringem Verstand (engl. „bear of very little brain“), das im Herbst 1926 in Milnes Hausverlag Methuen herauskam. Während Shepard das vierjährige Söhnchen des Autors, Christopher Robin, als Vorlage für den kindlichen Bärenfreund porträtierte, war er mit Christophers Plüschbär unzufrieden. Als Protagonisten zeichnete er stattdessen den abgeliebten Teddybär Growler (dt. „Brummbär“) seines inzwischen jugendlichen Sohnes Graham. Winnie-the-Pooh wurde ein sensationeller Bestseller und bis heute eines der meistgedruckten Kinderbücher aller Zeiten. Als die Geschichten ab Ende der 1960er Jahre von den Walt-Disney-Studios verfilmt wurden, achteten die Trickfilmzeichner sorgfältig darauf, den Charme der Zeichnungen Shepards zu bewahren und die Figuren möglichst originalgetreu zu animieren.
Shepard illustrierte außerdem noch Milnes Bücher Now We Are Six (1927) und The House at Pooh Corner (1928). Insgesamt besorgte er den Bildschmuck von 34 Büchern. Besonders bedeutend wurde seine Zusammenarbeit mit Kenneth Grahame (1859–1932), dessen autobiographisch beeinflusste Werke The Golden Age (1928) und Dream Days (1930) er bebilderte. A. A. Milne hatte 1930 das erstmals im Jahr 1908 erschienene Kinderbuch Grahames The Wind In The Willows unter dem Titel Toad of Toad Hall dramatisiert. Der Erfolg des Bühnenstücks sorgte 1931 für eine neue Auflage des Buches, die sich von den vorhergehenden deutlich unterschied. Ernest Shepard lieferte zahlreiche Illustrationen. Wiederum trugen seine einfühlsamen Zeichnungen zu einem überragenden Publikumserfolg bei.

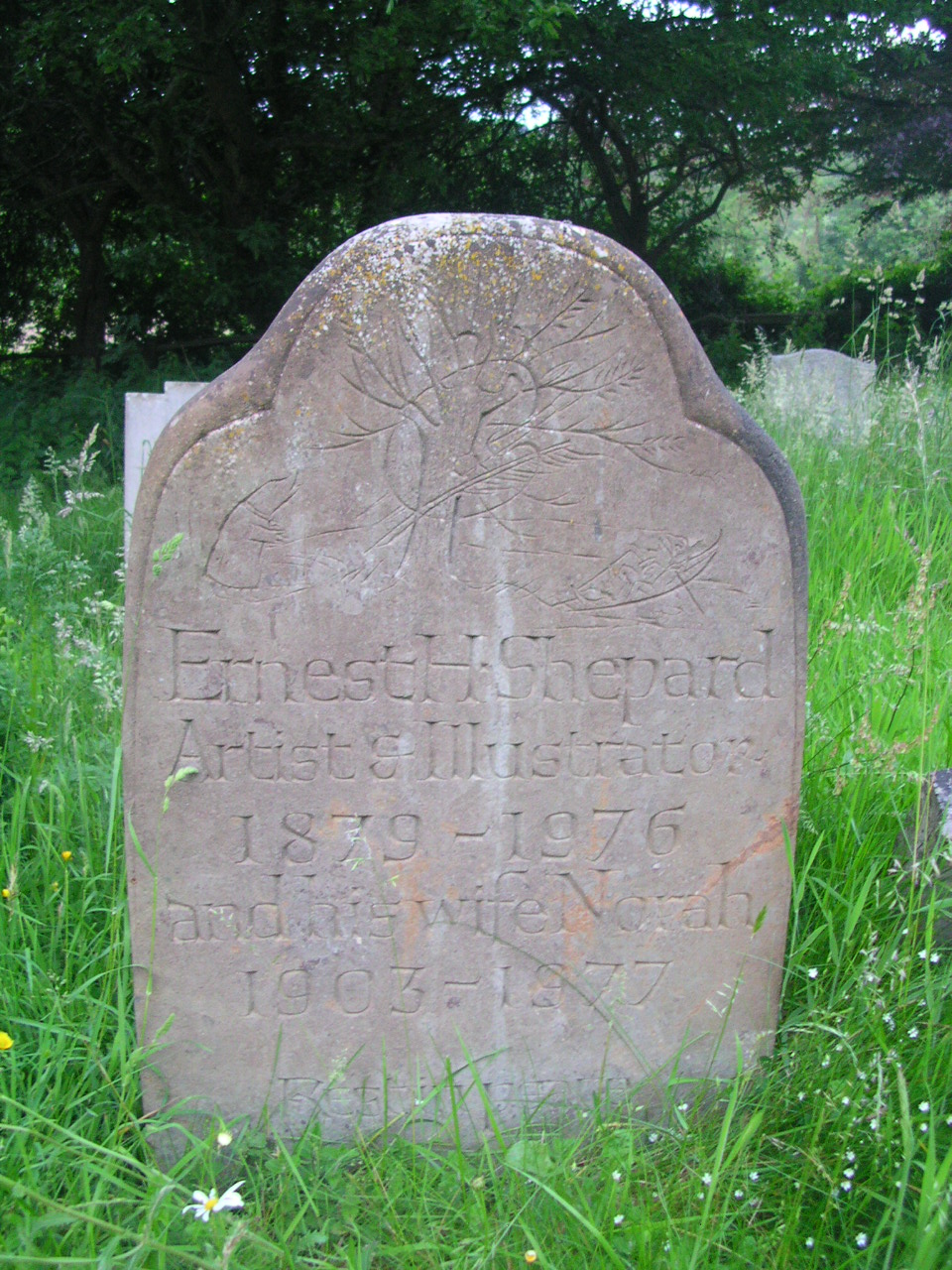
Shepards Grab in Lodsworth

Auch nach dem Zweiten Weltkrieg zeichnete Shepard. 1958 erstellte er Farbillustrationen für The World of Pooh und 1959 für The World of Christopher Robin. 1965 veröffentlichte er das von ihm geschriebene und gezeichnete Jugendbuch Ben and Brock und 1966 Betsy and Joe. Außerdem brachte er die beiden Autobiographien Drawn from Memory (1957) und Drawn from Life (1961) heraus.
1969 schenkte er dem Victoria and Albert Museum in Kensington zu seinem 90. Geburtstag 300 Originalzeichnungen. Die University of Surrey verfügt über die umfangreichste Sammlung persönlicher Dokumente und die University of Kent über viele originale Punch-Karikaturen. Schon in den 1960er Jahren wurden die Urfassungen seiner Kinderbuch-Zeichnungen vom Auktionshaus Sotheby’s in der Kategorie „juvenalia“ (etwa „Jugend-Objekte“) versteigert. Im Dezember 1985 und im Dezember 2002 führte die ambulante Londoner Galerie Sally Hunter Fine Art kommerzielle Einzelausstellungen mit Werken Shepards durch.
Außerdem kam am 10. Juli 2018 die Originalkarte des Hundertmorgenwalds, für das Vorsatzblatt von Pu der Bär (1926), für 485.860 € einschließlich Kaufprämie unter den Hammer. Die Auktion fand ebenfalls bei Sotheby’s in London statt. Die Illustration soll eine Zeichnung der Figur des jungen Christopher Robin darstellen und enthält absichtliche Schreibfehler wie „Big Stones and Rox“ und „Nice for Piknicks“. Die Illustration ist damit die für den höchsten Preis bei einer Auktion verkaufte Buch-Illustration.

## Familie
Ernest Shepard heiratete 1904 Florence Chaplin, mit der er zwei Kinder hatte, den Sohn Graham (* 1907) und die Tochter Mary (* 1909). Seine erste Frau Florence verstarb bereits 1927. Am 20. September 1943 starb sein Sohn Graham als Soldat beim Untergang der Korvette HMS Polyanthus nach einem deutschen Torpedoangriff. Im selben Jahr heiratete er seine zweite Frau Norah Carrol. Seine Tochter Mary Shepard, die selbst eine erfolgreiche Buchkünstlerin wurde und zwischen 1933 und 1988 sieben Mary-Poppins-Ausgaben von P. L. Travers (1899–1996) illustrierte, starb am 4. September 2000 in London.